# Phare de Gąski
Le phare de Gąski (en polonais : Latarnia Morska Gąski) est un phare situé dans le village de Gąski proche de Mielno (Voïvodie de Poméranie occidentale - Pologne).
Ce phare est sous l'autorité du Bureau maritime régional (en polonais : Urząd Morski (pl)) de Słupsk.
Ce phare, et les bâtiments annexes, est classé au titre des monuments historiques de Pologne.

## Histoire
Le phare est situé à environ 100 m de la côte de la mer Baltique, situé à côté de la route entre Ustronie Morskie et Mielno. Il est considéré comme le point frontalier de la baie de Poméranie.
La construction du phare a commencé en 1876 et a été complétée environ deux ans plus tard, en 1878. La tour, de 41 m est construite en briques rouges. À une hauteur focale de 50 m le phare émet 3 éclats blancs toutes les 15 secondes, d'une portée maximale de 43.5 kilomètres. C'est un feu à occultations dont l'éclat blanc est visible 2,5 secondes après 1,2 seconde de pénombre.
À l'origine, il était équipé d'une lentille de Fresnel avec la source de lumière fournie par des lampes à pétrole. Le système d'occultation a été réalisé par trois écrans entraînés par un mécanisme d'horlogerie. En 1927, les lampes au pétrole ont été remplacées par une lampe électrique. En 1948, après la Seconde Guerre mondiale, le phare a été réactivé et le mécanisme de l'horloge a été remplacé par un moteur électrique, la fréquence de rotation a changé de 12 à 15 secondes.
Le phare est ouvert au public, permettant aux touristes d'accéder à son point de vue supérieur. À proximité de la tour, il y a les quartiers habituels des gardiens du phare.
Le phare est aussi l'une des stations côtières AIS-PL de l'HELCOM, qui surveille automatiquement le trafic maritime dans cette zone côtière.
Identifiant : ARLHS : POL004 - Amirauté : C2914 - NGA : 6560.

## Caractéristique dufeu maritime
- Fréquence sur 15 secondes
  - Lumière : 1.2 seconde
  - Obscurité : 2.5 secondes
  - Lumière : 1.2 seconde
  - Obscurité : 2.5 secondes
  - Lumière : 1.2 seconde
  - Obscurité : 6.4 secondes

|                     |
| Le phare (logement) |

|             |
| La lanterne |

### Lien connexe
- Liste des phares de Pologne